# St. Sebastian (Buoch)

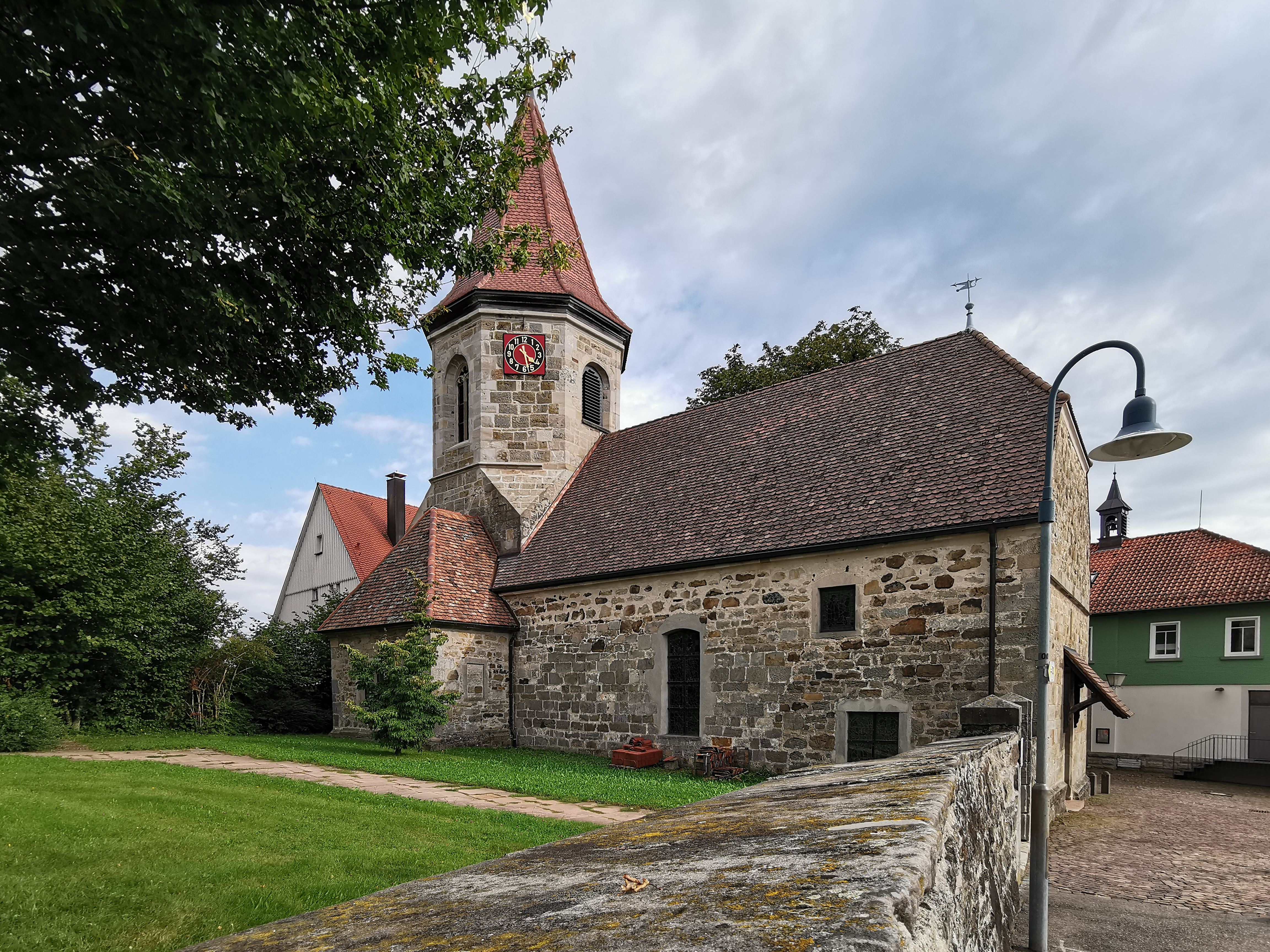
St. Sebastian in Buoch

Die evangelische Kirche St. Sebastian steht in Buoch, einem Ortsteil der Gemeinde Remshalden im Rems-Murr-Kreis in Baden-Württemberg. Das Bauwerk ist beim Landesamt für Denkmalpflege Baden-Württemberg als Baudenkmal eingetragen. Die Kirchengemeinde, Teil der Verbundkirchengemeinde Remshalden, gehört zum Kirchenbezirk Schorndorf der Evangelischen Landeskirche in Württemberg. Namensgeber der Kirche ist der Märtyrer Sebastian.

## Beschreibung
Die spätgotische Saalkirche wurde um 1500 mit einem Langhaus erbaut, das 1736 erhöht und mit einem Krüppelwalmdach bedeckt wurde. Der romanische Chorturm im Osten wurde 1752 mit einem achteckigen Geschoss aufgestockt, das die Turmuhr und den Glockenstuhl mit drei Kirchenglocken beherbergt, und mit einem spitzen Helm bedeckt.
Der Innenraum des Chors, also das Erdgeschoss des Chorturms, und die nördlich anschließende Sakristei sind mit Sterngewölben überspannt. Die Glasmalereien stammen von Hans Gottfried von Stockhausen. Die Orgel wurde von Georg Friedrich Schmahl gebaut.